# Heteroclinus kuiteri
Heteroclinus kuiteri is een straalvinnige vissensoort uit de familie van beschubde slijmvissen (Clinidae). De wetenschappelijke naam van de soort is voor het eerst geldig gepubliceerd in 2006 door Hoese & Rennis.